# David Price (Baseballspieler)
David Taylor Price (* 26. August 1985 in Murfreesboro, Tennessee) ist ein ehemaliger US-amerikanischer Baseballspieler in der Major League Baseball (MLB). Mit den Boston Red Sox gewann er 2018 die World Series. Zudem wurde er 2010 mit den Warren Spahn Award und 2012 mit dem Cy Young Award ausgezeichnet.

## Karriere
Nach Abschluss der High School wurde Price im MLB Draft von den Los Angeles Dodgers gewählt. Er entschied sich jedoch dafür, ein Stipendium der Vanderbilt University anzunehmen und spielte drei Jahre im College-Team der Universität. Im MLB Draft 2007 wurde er von den Tampa Bay Rays in der ersten Runde als erster Spieler überhaupt gewählt. Er unterschrieb einen Sechs-Jahres-Vertrag über 8,5 Mio. US-Dollar, davon 5,6 Mio. US-Dollar als Bonus für die Vertragsunterzeichnung. Dies war der zweitgrößte Bonus in der Geschichte des Drafts; nur Justin Upton erhielt 2005 von den Arizona Diamondbacks mehr, nämlich 6,1 Mio. US-Dollar. Die Rays nahmen Price in ihr 40-Mann-Roster und schickten ihn dann in die Minor Leagues. 2008 begann er beim Single-A-Team Vero Beach Devil Rays, dem Double-A-Team Montgomery Biscuits und schließlich beim Triple-A-Team Durham Bulls.
Am 14. September 2008 gab er als Relief Pitcher für die Tampa Bay Rays sein Debüt in der Major League. Acht Tage später trat er in einem Spiel gegen die Baltimore Orioles erstmals als Starting Pitcher an. Seinen ersten Win erzielte er nicht in der Regular Season, sondern in Spiel 2 der American League Championship Series 2008 gegen die Boston Red Sox. In Spiel 7 dieser Serie verbuchte er seinen ersten Save. In Spiel 2 der World Series 2008 gegen die Philadelphia Phillies warf er 2⅓ Innings und gab 2 Runs ab.
Sein erster Win in der regulären Saison kam am 30. Mai 2009 in einem Spiel gegen die Minnesota Twins. Er schloss die Saison mit einem Record von 10-7, einem ERA von 4.42, 102 Strikeouts und 54 Walks in 23 Starts ab. In der Saison 2010 erreichte er am 15. Juni als erster Pitcher der American League zehn Wins und wurde in das All-Star Team der AL gewählt, wo er als Starting Pitcher antrat. Zum Schluss der regulären Saison hatte er 19 Wins erreicht und belegte damit in der AL den zweiten Platz (zusammen mit Jon Lester). Sein ERA von 2.72 war der drittbeste der AL. In der ALCS 2010 gegen die Texas Rangers trat er in Spiel 1 und 5 als Starting Pitcher an. Er verlor beide Spiele gegen Cliff Lee.